# Blai Manté i Majó
Blai Manté i Majó (Mataró, 1972) és un periodista i escriptor català.
Nascut a Mataró l'any 1972, estudià Periodisme i Història moderna. Ha treballat per a la premsa escrita així com a guionista per a un programa infantil i un de música. També ha col·laborat a l'emissora Clap FM, al fanzine La Col. Paral·lelament ha escrit dos llibres, un sobre malalties cròniques i un altre sobre el Front d'Alliberament Català (FAC).
Amb l'obra El que portem a dins, la seva primera novel·la, publicada finalment amb el títol Canteu, canteu, ninetes (Brau Edicions, 2019), amb un estil qualificat com a realisme de proximitat i de caràcter semibiogràfic, on parla de sentiments universals tractats a través de la ficció i de l'humor, guanyà el II Premi Empordà de novel·la 2019.

## Obres
- Les malalties invisibles
- Front d'Alliberament de Catalunya. Sabotatges per la independència (2009)
- Canteu, canteu, ninetes (2019)